# Asamblea Nacional de Burundi
La Asamblea Nacional de Burundi (en francés: Assemblée Nationale du Burundi) es la cámara baja del poder legislativo de dicho país, y es junto al Senado, una de las cámaras que conforman el Parlamento.

## Características
Se compone de 100 miembros elegidos directamente (diputados) y entre 18 a 21 miembros invitados que sirven en términos de cinco años.
Los diputados son elegidos en 17 circunscripciones plurinominales utilizando un sistema de representación porporcional con lista de partido, de acuerdo con el método d'Hondt. Los partidos políticos y las listas de candidatos independientes deben recibir más del 2% de los votos a nivel nacional para obtener representación en la Asamblea Nacional.
Tras las elecciones legislativas de Burundi en 2015 que se celebraron el 29 de junio, el Consejo Nacional para la Defensa de la Democracia - Fuerzas para la Defensa de la Democracia ha conservado su mayoría con 86 escaños de un total de 121. El 30 de julio, Pascal Nyabenda fue elegido Presidente de la Asamblea, el líder opositor Agathon Rwasa Vicepresidente Senior y el ministro del Interior, Edouard Nduwimana segundo vicepresidente.

## Lista de presidentes de la Asamblea Nacional
Presidentes de la Asamblea Constitucional
| Nombre               | Inicio                   | Final |
| -------------------- | ------------------------ | ----- |
| Thaddée Siryuyumunsi | 18 de septiembre de 1961 | 1962  |

Presidentes de la Asamblea Nacional
| Nombre                   | Inicio                  | Final                 |
| ------------------------ | ----------------------- | --------------------- |
| Thaddée Siryuyumunsi     | 1 de julio de 1962      | 1965                  |
| Emile Bucumi             | 1965                    | 1965                  |
| No funcionó              | 1965                    | 1982                  |
| Emile Mworoha            | 1982                    | 22 de octubre de 1987 |
| No funcionó              | 1987                    | 1993                  |
| Pontien Karibwabi        | julio de 1993           | 21 de octubre de 1993 |
| Sylvestre Ntibantunganya | 23 de diciembre de 1993 | 1 de octubre de 1994  |
| Jean Minani              | 1 de diciembre de 1994  | 11 de enero de 1995   |
| Leonce Ngendakumana      | 12 de enero de 1995     | 25 de julio de 1996   |
| No funcionó              | 1996                    | 1998                  |
| Leonce Ngendakumana      | 18 de julio de 1998     | 2002                  |
| Jean Minani              | 10 de enero de 2002     | 15 de agosto de 2005  |
| Immaculée Nahayo         | 16 de agosto de 2005    | 2007                  |
| Pie Ntavyohanyuma        | 2007                    | 29 de julio de 2015   |
| Pascal Nyabenda          | 30 de julio de 2015     | 7 de agosto de 2020   |
| Gelase Ndabirabe         | 7 de agosto de 2020     | en el cargo           |